# 雷尤守龍屬
雷尤守龍屬（屬名：Rayososaurus）是種草食性蜥腳下目恐龍，屬於梁龍超科。化石只包含肩胛骨、股骨、以及部份腓骨，發現於阿根廷巴塔哥尼亞的Rayoso組，地質年代為白堊紀。球拍狀的肩胛骨是雷巴齊斯龍科的特徵。
模式種是R. agrioensis，是在1996年由阿根廷古生物學家何塞·波拿巴所敘述、命名。過去有爭論，懷疑雷尤守龍是否為個別的屬，但是形態與生存年代的差異，支持雷尤守龍為個別的屬。